# Grand Prix na Żużlu 1997
Grand Prix IMŚ na Żużlu 1997 to cykl turniejów, prowadzony przez Międzynarodową Federację Motocyklową (FIM). Cykl Grand Prix (od 1995) zastąpił jedniodniowe Indywidualne Mistrzostwa Świata. W sezonie 1997 17 żużlowców zmaga się o tytuł Mistrza Świata podczas 6 rund.

## Zasady
Każdy z sześciu turniej składa się z 24 biegów. Wedle losowania, zawodnicy startują wedle dwudziestobiegówki. Następnie, na podstawie zdobytych punktów, przydzielani są do biegów finałowych. I tak: najlepsza czwórka startuje w finale A (bieg 24), miejsca 5-8 w finale B (bieg 23), miejsca 9-12 w finale C (bieg 22), miejsca 13-16 w finale D (bieg 21), natomiast pozostała dwójka nie bierze udziału w biegach finałowych.
Pozycje startowe w finałach B, C i D są przydzielane na podstawie miejsca po 20. biegach. Zawodnicy z miejsc 5, 9 i 13 startują z toru A w kasku czerwonym, miejsca 6, 10 i 14 z toru B w kasku niebieskim, miejsca 7, 11 i 15 z toru C w kasku białym, natomiast miejsca 8, 12 i 16 z toru D w kasku żółtym. W finale A zawodnicy sami wybierają tor w kolejności zajętego miejsca po 20. biegach.

## Punktacja
Punktacja pozostała niezmienna w porównaniu do sezonu poprzedniego.
| Miejsce | 1  | 2  | 3  | 4  | 5  | 6  | 7  | 8  | 9 | 10 | 11 | 12 | 13 | 14 | 15 | 16 | 17 | 18 |
| ------- | -- | -- | -- | -- | -- | -- | -- | -- | - | -- | -- | -- | -- | -- | -- | -- | -- | -- |
| Punkty  | 25 | 20 | 18 | 16 | 14 | 13 | 12 | 11 | 9 | 8  | 7  | 6  | 4  | 3  | 2  | 1  | 0  | 0  |

## Zawodnicy
Zawodnicy z numerami 1-15 oraz 17-18 startowali we wszystkich turniejach. Pierwsza ósemka to kolejno najlepsi żużlowcy z Grand Prix '96. Numery 9-10 oraz 17-18 otrzymali zawodnicy, którzy zajmowali miejsca 1-2 oraz 3-4 w GP Challenge '96. Numery 11-12 to najlepsza dwójka z Finału Interkontytentalnego '96, a 13-14 z Finału Kontynentalnego '96. Numer 15 otrzymał indywidualny mistrz świata juniorów z 1996. Na każdy turniej z numerem 16 wystartuje inny zawodnik (tzw. dzika karta). Rezerwowymi (zawodnikami oczekującymi) byli zawodnicy z klasyfikacji generalnej GP '96, którzy nie startowali w tegorocznym cyklu.

### Stali uczestnicy
| (1) Billy Hamill – Mistrz Świata 1996 (2) Hans Nielsen – Wicemistrz Świata 1996 (3) Greg Hancock – II Wicemistrz Świata 1996 (4) Tony Rickardsson – 4. miejsce w GP 1996 (5) Henrik Gustafsson – 5. miejsce w GP 1996 (6) Peter Karlsson – 6. miejsce w GP 1996 (7) Mark Loram – 7. miejsce w GP 1996 (8) Chris Louis – 8. miejsce w GP 1996 (9) Simon Wigg – 1. miejsce w GP Challenge 1996 | (10) Leigh Adams – 2. miejsce w GP Challenge 1996 (11) Jimmy Nilsen – 1. miejsce w Finale Interkontynentalnym 1996 (12) Brian Andersen – 2. miejsce w Finale Interkontynentalnym 1996 (13) Tomasz Gollob – 1. miejsce w Finale Kontynentalnym 1996 (14) Sławomir Drabik – 2. miejsce w Finale Kontynentalnym 1996 (15) Piotr Protasiewicz – Mistrz Świata Juniorów 1996 (16) dzika karta (17) Mikael Karlsson – 3. miejsce w GP Challenge 1996 (18) Andy Smith – 4. miejsce w GP Challenge 1996 |

### Stali rezerwowi
(19)  Sam Ermolenko – 9. miejsce w GP 1996

### Dzikie karty
| (16) Tomáš Topinka – Grand Prix Czech (16) Jason Crump – Grand Prix Szwecji (16) Robert Barth – Grand Prix Niemiec | (16) Joe Screen – Grand Prix Wielkiej Brytanii (16) Rafał Dobrucki – Grand Prix Polski (16) Jesper B. Jensen – Grand Prix Danii |

## Terminarz i wyniki
| Lp. | Data        | Grand Prix        | Stadion            | Miasto    | Zwycięzca      |        |
| --- | ----------- | ----------------- | ------------------ | --------- | -------------- | ------ |
| 1   | 17 maja     | Czech             | Stadion Markéta    | Praga     | Greg Hancock   | Wyniki |
| 2   | 14 czerwca  | Szwecji           | Motorstadium       | Linköping | Tomasz Gollob  | Wyniki |
| 3   | 6 lipca     | Niemiec           | Stadion Ellermühle | Landshut  | Hans Nielsen   | Wyniki |
| 4   | 9 sierpnia  | Wielkiej Brytanii | Odsal Stadium      | Bradford  | Brian Andersen | Wyniki |
| 5   | 30 sierpnia | Polski            | Stadion Olimpijski | Wrocław   | Greg Hancock   | Wyniki |
| 6   | 20 września | Danii             | Speedway Center    | Vojens    | Mark Loram     | Wyniki |

## Klasyfikacja końcowa
| Poz | Zawodnik                | CZE | SWE | GER | GBR | POL | DEN | Punkty |
| --- | ----------------------- | --- | --- | --- | --- | --- | --- | ------ |
| 1   | (3) Greg Hancock        | 25  | 20  | 18  | 12  | 25  | 18  | 118    |
| 2   | (1) Billy Hamill        | 20  | 12  | 16  | 20  | 20  | 13  | 101    |
| 3   | (13) Tomasz Gollob      | 18  | 25  | 1   | 14  | 18  | 16  | 92     |
| 4   | (4) Tony Rickardsson    | 11  | 18  | 14  | 13  | 14  | 20  | 90     |
| 5   | (7) Mark Loram          | 7   | 13  | 8   | 16  | 12  | 25  | 81     |
| 6   | (12) Brian Andersen     | 9   | 14  | 20  | 25  | 4   | 8   | 80     |
| 7   | (2) Hans Nielsen        | 8   | 16  | 25  | 7   | 7   | 12  | 75     |
| 8   | (11) Jimmy Nilsen       | 13  | 7   | 13  | 18  | 9   | 11  | 71     |
| 9   | (9) Chris Louis         | 12  | 4   | 12  | 4   | 13  | 14  | 59     |
| 10  | (10) Leigh Adams        | 6   | 6   | 9   | 9   | 3   | 9   | 42     |
| 11  | (14) Sławomir Drabik    | 16  | 2   | 6   | 2   | 11  | 1   | 38     |
| 12  | (6) Peter Karlsson      | 4   | 11  | 3   | 6   | 6   | 7   | 37     |
| 13  | (15) Piotr Protasiewicz | 1   | ns  | 11  | 0   | 16  | 3   | 31     |
| 14  | (18) Andy Smith         | ns  | 9   | 4   | 3   | ns  | 6   | 22     |
| 15  | (5) Henrik Gustafsson   | 14  | 3   | –   | 1   | 2   | ns  | 20     |
| 16  | (17) Mikael Karlsson    | ns  | 1   | ns  | 11  | ns  | 2   | 14     |
| 17  | (9) Simon Wigg          | 3   | ns  | 2   | ns  | 8   | ns  | 13     |
| 18  | (16) Jason Crump        | –   | 8   | –   | –   | –   | –   | 8      |
| 18  | (16) Joe Screen         | –   | –   | –   | 8   | –   | –   | 8      |
| 20  | (16) Robert Barth       | –   | –   | 7   | –   | –   | –   | 7      |
| 21  | (16) Jesper B. Jensen   | –   | –   | –   | –   | –   | 4   | 4      |
| 22  | (16) Tomáš Topinka      | 2   | –   | –   | –   | –   | –   | 2      |
| 23  | (16) Rafał Dobrucki     | –   | –   | –   | –   | 1   | –   | 1      |
| –   | (19) Sam Ermolenko      | –   | –   | ns  | –   | –   | –   | ns     |